# Gabriel Bernini
Gabriel Zortéa Bernini (Curitiba, 8 de junho de 1998) é um jornalista musical, escritor e agitador cultural brasileiro. Possui graduação em Publicidade e Propaganda pela UFPR. Bernini pesquisa sobre as cantoras do Brasil.

## Carreira
Bernini alcançou repercussão em 2020 após a criação da comunidade Amigues do Vinil, considerado o primeiro espaço inclusivo para colecionadores de vinil LGBTQIA no Brasil. A importância do grupo foi reconhecida por veículos como O Globo e Estadão. Em 2021, o Amigues do Vinil tornou-se selo fonográfico e já lançou discos de Flavia K, Fernanda Branco Polse, Ana Frango Elétrico e Sophia Chablau e Uma Enorme Perda de Tempo.
Em 2021, Bernini lançou seu primeiro livro, “Ondas Sísmicas: 90 discos de cantoras brasileiras do século 21”, que compila a pesquisa do jornalista em relação às cantoras do Brasil. "Ondas Sísmicas" recebeu projeção nacional e foi considerado um dos livros do ano pela Revista Balaclava. Em setembro de 2021, lança o podcast Amigues do Vinil, com Laura Lavieri, Kika, Tika, Patrícia Cerqueira e outras.
Em 2022, o livro de Bernini é desdobrado na coletânea em vinil "Ondas Sísmicas: 10 canções de cantoras brasileiras do século 21". Uma segunda edição da obra foi lançada em 2 de maio de 2022, com capa inédita de Kiko Dinucci e apêndices escritos pelas cantoras Laura Lavieri, Iara Rennó e Paula Pretta.
Em agosto de 2022, Bernini foi indicado ao Prêmio Dynamite de Música Independente na categoria Personalidade.

## Prêmios e indicações
| Ano  | Prêmio                                 | Categoria          | Indicação       | Resultado |
| ---- | -------------------------------------- | ------------------ | --------------- | --------- |
| 2022 | Prêmio Dynamite de Música Independente | Personalidade 2022 | Gabriel Bernini | Pendente  |